# Демидяк Василь Ярославович
Василь Ярославович Демидяк (нар. 22 січня 1978, Тернопіль) — український футболіст, півзахисник. Наймолодший автор голу в історії найвищої ліги чемпіонату України з футболу).

## Кар'єра
Вихованець Львівського училища фізичної культури. 
Першим дорослим клубом Василя стала «Нива» (Тернопіль). 17 липня 1994 року у віці 16 років дебютував за неї у Вищій лізі в матчі проти шепетівського «Темпа» (0:0). У своєму четвертому матчі в чемпіонаті проти сімферопольської «Таврії» (2:3) відзначився голом
. Відзначившись у 16 років і 231 днів, Демидяк став наймолодшим автором голу в історії вищого дивізіону чемпіонату України і першим гравцем 1978 року народження, який забив гол у Вищій лізі. Всього за дебютний сезон зіграв у 9 матчах Вищої ліги і забив 1 гол, а також 1 матч Кубка України, після чого другу половину 1995 року грав за першоліговий «Кристал» (Чортків).
З початку 1996 року знову став виступати за тернопільську «Ниву», за яку до кінця сезону зіграв ще 9 матчів у вищому дивізіоні. Влітку 1996 року перейшов у одеський «Чорноморець», але зігравши одну гру незабаром покинув клуб і другу половину року провів у «Ниві» (Вінниця). Після цього Демидяк став гравцем ЦСКА (Київ), але закріпитись у основній команді не зумів, через що здебільшого грав за дублюючу команду у Першій лізі.
1997 року Демидяк перебрався до США, де став виступати за клуб «Лайонз» (Чикаго) і кілька разів ставав найкращим бомбардиром команди